# ملتوية سلسلية
الملتوية السلسلية أو الملتويات السلسلية أو رتبة سبايروستريبتيدا ذوات الألف رجل (الاسم العلمي: Spirostreptida)، رتبة من ألفية الأرجل الأسطوانية الطويلة، تضم ما يقرب من 1000 نوع موصوف، مما يجعل الملتوية السلسلية ثالث أكبر رتبة من الديدان ألفية الأرجل بعد متعددة الأربطة وعصبية الظهر.